# 先行ネット
先行ネット（せんこうネット）とは、番組を系列のネット局が制作局より早い時間に放送する現象を言い、裏送り放送の一種である。

## 概要
現在では、地方局が在京キー局より先に新作の番組を放送することは皆無からごく少数であるが、かつてはキー局より早い時間にネットするケースも見受けられた。特にクロスネット局などが多かった時代には、遅れネットとともに各地で見受けられた。

## 遅れネット、同時ネットとの差異
A局（制作局）が放送したt秒後にB局（制作局ではない局）が放映する場合、0<tの場合は遅れネット、0=tの場合は同時ネットであり、t<0の場合は先行ネットとなる。しかし、遅れネット、同時ネットとは異なり先行ネットの場合は、
- A局がB局に放送に必要なデータを発信してから、
- B局が放送をし、
- そのあとでA局が放送をする

という手順を踏まければならない。つまり、A局は「B局に対して」「視聴者に対して」1回ずつ、少なくとも2回同じデータを局外に発信することになる。

## 理由
先行ネットが生じる理由としては、次のようなケースがある。
- 番組編成の都合
  - キー局がその番組を放送する時間帯に、ローカル局の自社制作の番組や他系列の番組を放送する場合は、遅れネットになることが多いが、日程の都合がつかない場合は先行ネットになることがある。また番組販売扱いの番組でも、同様の理由により先行ネットとなる場合がある。
  - キー局以外の局（主に準キー局）が制作局であるかつネットワークセールス枠である番組について、制作局でキー局の編成の都合によって臨時枠移動の体を取らざるをえなくなった場合、通常時の同時ネット局の各局でこれに追従不能となることから、本来の放送時間に先行裏送りネットとせざるを得ないケースがある。
- 制作局の放送休止や放送時間変更
  - 制作局での放送がスポーツ中継や特別番組により臨時枠移動になった場合でも、系列局では本来の放送時間に予定通り放送した場合は先行ネットとなる。過去には、キー局制作番組で、キー局での放送が臨時枠移動となったにもかかわらず、遅れネットの系列局では普段の放送時間に放送されたため、結果的に遅れネットのローカル局が先行してネットしたケースもあった。
- 放送局の再編
  - 放送局の再編がある場合、再編日より後に放送される放送回を、再編日の前日までに放送されるように先行してネットする場合がある。

## 実例
- 先行ネットが特に多いケースとして、ゴールデンタイムにおける準キー局制作のネットワークセールス枠番組において、準キー局が当該時間帯に関西ローカルで自社制作のプロ野球阪神戦中継を放送するが、制作局以外の全ネット局では本来の日時に放送するケースがある。さらに朝日放送テレビでは全国高等学校野球選手権大会（夏の高校野球）を完全中継（全国高校野球選手権大会中継、18時00分以降など例外あり）しているが、日程上日曜日の第1試合が8時00分開始になることがあり、そのときは通常放送の番組を別の日に延期して（自社制作番組については制作局である自社に限り臨時枠移動とし、ネット局各局で先行裏送りネットとして）高校野球中継を放送する。このとき、朝日放送テレビ以外の全ネット局では通常通りに朝日放送テレビ制作日曜朝8時30分枠のアニメ（現在はプリキュアシリーズ）ネットするために先行ネットとなる。朝日放送テレビで延期された話の調整は大会終了後に行われるので、大会期間中に日曜日の8時30分から放送ができるときであっても延期された話があるときは朝日放送テレビでは臨時枠移動となった回を放送するも、朝日放送テレビ以外の全ネット局は先行裏送りネットとするために先行ネットが継続される。いずれの場合でも先行ネット局では通常通り連動データ放送に対応している（2007年の『Yes!プリキュア5』と2020年の『ヒーリングっど♥プリキュア』を除く[2]）。また、2019年以降、TVerでの配信は上記の先行ネット局での放送後に配信が実施される。
- 『FNSの日』[3]における『サザエさん』スペシャルでは、名義上の製作者も兼ねるFNSフルネット27局では生放送の進行により予定の18時30分開始から前後するが、フルネットおよび参加していた2002年から2006年までを除いて「27時間テレビ」を放送しないテレビ大分では通常枠にて18時30分から放送する。このためフルネット27局で遅れた場合はテレビ大分が僅かに先行しての放送となる（2020年から2022年までは新型コロナウイルス感染症拡大の影響により、2025年は中居正広・フジテレビ問題の影響により休止となっていた[4][5][6][7]）。
- 毎年8月6日が月 - 土曜日と重なる場合、NHK総合の『連続テレビ小説』（土曜日と重なる場合は『連続テレビ小説 ウィークリーダイジェスト』）が中国地方に限って7時45分からの先行放送となる。これは、8時00分からの『広島平和記念式典』中継が全国的には8時35分頃に終了するものが、中国地方では9時00分頃まで継続されることによるものである。なお、この日は中国地方以外の地域でも『連続テレビ小説』『連続テレビ小説 ウィークリーダイジェスト』は式典中継終了後から時間を変更して放送される（昼の再放送時間やBSプレミアムでの本放送・再放送時間は通常編成時と同じ）。
- また前述のようにフルネット局が現在より少なかった時代には地方局による先行ネットも見受けられたが、実例としてはテレビ長崎と鹿児島テレビでフジテレビ系列のクイズグランプリやスター千一夜の水曜日放送分と『うる星やつら』および『めぞん一刻』を30分前倒しして放送したケースがある。『クイズグランプリ』は19時30分 - 19時45分（JST）、『スター千一夜』は19時45分 - 20時00分（JST）、『うる星やつら』および『めぞん一刻』は水曜19時30分 - 20時00分（JST）の放送であったが、放送当時フジテレビ系列（FNN・FNS）と日本テレビ系列（NNN・NNS）とのクロスネットだったテレビ長崎（クロスネットの時からNNSは非加盟）と鹿児島テレビは、水曜日19時30分以降は日本テレビ系列の番組（『東芝ファミリーホール特ダネ登場!?』など）を同時ネットしていたため、30分早い19時00分 - 19時30分（JST）に放送していた。
- 山形テレビがフジテレビ系列からテレビ朝日系列への移行に伴うネットチェンジの際に、東海テレビ製作昼ドラマにあたる『正しい結婚』の1993年4月1日放送分と4月2日放送分（最終回）を1993年3月31日に2話分まとめて送出局のフジテレビから先行ネットしていたことがあった。ちなみに、山形テレビでは、1993年3月31日の14時00分 - 14時30分に同年4月1日放送分を、1993年3月31日の14時30分 - 15時00分に同年4月2日放送分（最終回）を、それぞれ先行して放送していた。
- 他に福井放送・四国放送・南海放送で日本テレビ系列のロート製薬一社提供バラエティ番組枠[8]を30分前倒しして放送された。前述の番組は月曜19時30分 - 20時00分（JST）の放送であったが、3局は放送当時TBS系列の番組（『ブラザー劇場』 → 『ブラザーファミリーアワー』）を同時ネットしていたため、30分早い19時00分 - 19時30分（JST）に放送していた。
- バラエティ番組においても数は少ないものの実例がある。一例として、かつて読売テレビで制作されていたバラエティ番組『鶴瓶・上岡パペポTV』（1987年4月 - 1998年3月）の最終回において、時差ネットとしてネット受けしていた日本テレビが、読売テレビでの最終回放送（1998年4月1日〈3月31日深夜〉）の5日前（1998年3月28日〈27日深夜〉）に先行放送を行った。これは、日程上の都合によるものである。
  - 具体的に記すと、1997年度下期の時点で、制作局の読売テレビでは水曜未明の放送であったが、キー局の日本テレビでは土曜未明に遅れネットしていた。しかし読売テレビでの最終回放送日から計算すると、日本テレビでの放送が4月4日（3日深夜）になってしまい、1998年4月改編での新番組とぶつかってしまうことから、日本テレビ編成が読売テレビ側と協議し、日本テレビでは最終回前週の放送回（読売テレビでの1998年3月25日放送分）を臨時に返上（いわゆる非ネット）する代わりに、その時間帯に最終回の放送を先行して行うことにより、体裁を整えることができたというものである。
- スポーツ中継においては、制作局では深夜などに録画中継される試合がアウェー（ビジター）側系列局では生中継として放送されることもあり、一種の先行ネットと見なされる。かつて日本テレビが制作するJリーグの東京ヴェルディ1969戦におけるコンサドーレ札幌やベガルタ仙台などとの対戦では、アウェー側系列局（札幌テレビ、ミヤギテレビなど）との2局ネットを実施していたが、日本テレビは試合翌日未明に録画放送だったのに対し、アウェー側は生中継をしていたため、先行放送となったケースが幾度かあった。また、2019年7月23日のオリックス対北海道日本ハム戦は制作局の関西テレビでは深夜の録画中継での放送した一方、北海道文化放送では18時15分から生中継で先行放送された[9]。
- 2007年3月28日の『水10!』は、制作局のフジテレビと単独加盟局26局は『発掘!あるある大事典Ⅱ』のデータ捏造問題に関する訂正放送（関西テレビ制作）を22時00分 - 22時15分に放送したため15分遅れで放送されたが、あるある大事典シリーズを一切ネットしていなかったテレビ宮崎はフジテレビからの裏送りで通常通り22時から先行放送を実施した。
- 2012年1月3日の『福嵐特別企画!フジテレビの嵐全部見せます!こたつDE嵐』を系列局の岡山放送で当日の4時25分から先行放送を開始した（制作局のフジテレビでは13時00分から放送）
- 2013年5月19日の『シルシルミシルさんデー』は、制作局であるテレビ朝日が『スーパーベースボール「北海道日本ハム対巨人」』を北海道テレビとの2局ネットで生中継したため、他の系列22局では本来の時間で先行放送された。なお、北海道テレビは編成の都合で同日13時55分 - 14時55分と、系列22局よりも早く先行放送された（テレビ朝日は「スペシャルサタデー・第3部1・シルシルミシルSP」として5月25日15時25分 - 16時28分に放送）。
- 2014年4月9日のトークバラエティ番組『ライオンのごきげんよう』において、制作局であるフジテレビおよび系列局はFNN緊急特報を急遽放送したために放送時間を変更したが、帯番組故に時差遅れネットとなっている系列外ネット局の山梨放送と四国放送は本来の時刻での放送を維持したため、実質的に系列外2局は先行放送に変更されることとなった（フジテレビおよびシングルネット25局は翌10日0時50分、クロスネット2局は日本テレビ系列におけるバラエティ番組の終了後にそれぞれ放送）。
- 地上波と衛星波に跨ぐものとしては、連続テレビ小説の「てっぱん」が東日本大震災の影響で最終回が総合テレビのみ当初の2011年3月26日から同年4月2日に延期されたが、当初の予定通り4月1日に実施されるNHKのBS放送における2011年のチャンネル再編と重なったため、NHKデジタル衛星ハイビジョン（BShi）は同年3月14日以降当初と同じ日時に総合テレビより1週間先行して放送され、総合テレビと同じ日時で放送したNHK衛星第2テレビジョン（BS2）では閉局日にあたる同年3月31日に最終2話を総合テレビに先行して放送された。